# 渡辺智男
渡辺 智男（わたなべ とみお、1967年6月23日 - ）は、高知県高岡郡佐川町出身の元プロ野球選手（投手）。
センバツ甲子園準決勝にて清原和博・桑田真澄のKKコンビ率いるPL学園に得意の速球で投げ勝ち勝利。清原・桑田の5回の甲子園出場において唯一の決勝進出阻止を果たした。
愛称は、「ナベトミ」。ソウルオリンピック野球の銀メダリスト。

## 経歴

### プロ入り前
高知県高岡郡でイチゴなどを栽培する農家の長男として生まれる。中学校時代にヒジを剥離骨折し、投手にならないという条件で伊野商業高校に進学した。しかし、2年の春になってから投手として練習するようになり、秋にはエースナンバーをもらった。県内の同学年の投手には高知商の中山裕章や明徳義塾高の山本誠がおり、球速は中山、制球力や変化球は山本の方が上だと感じたため、球持ちの良さや速球のキレに磨きをかけたという。
2年秋の四国大会で準優勝し、3年春の第57回選抜高等学校野球大会出場校に選出され、これが同校初の全国大会となった。渡辺自身を含めチームは1回戦突破を目標としていたが、抽選の結果、初戦の相手はチーム打率が4割を超す東海大浦安となった。しかし1回表に渡辺の本塁打で先制して流れをつかみ、東海佐久間浩一のタイムリーによる1失点に抑え込み5対1で勝利。これによってチームの緊張が解け、落ち着いてプレーできたという。準決勝では清原和博、桑田真澄らを擁するPL学園と対戦。伊野商が初出場だった事もあり、下馬評では圧倒的有利だったPL側は投手対策を特に立てておらず、渡辺が清原を3三振に封じ込めるなどわずか1失点の好投で勝利した。決勝の対帝京戦では自ら本塁打を放ち、小林昭則との投げ合いを13奪三振の完封で制して優勝した。
3年夏の高知大会は決勝で高知商に敗れ、卒業後は社会人野球のNTT四国に進んだ。在籍した3年間で、チームは毎年都市対抗に出場し、1988年の大会では初戦で完投勝利したが2回戦では鈴木哲が先発し、佐藤和弘、宮里太らを擁する熊谷組に敗れた。また同年はソウル五輪日本代表にも選ばれたが、直前の7月にエースとして参加したIBAFワールドカップで右ひじを故障した。この怪我などを理由にドラフト会議を前にプロ入り拒否を打ち出した。これに対し西武がドラフト1位で強行指名したため、NTT四国の幸田優監督が激怒したという。もっとも、ドラフト指名の約1ヶ月前の10月29日に日大板橋病院で渡辺の右ヒジ遊離軟骨除去手術を担当したのが西武のチームドクターだったため、この指名に関しては密約説もささやかれていた。球団側は同じ手術を経験した二軍投手コーチの森繁和の直接指導、専属トレーナーの付与などを約束し、最終的には同じくプロ入り拒否を打ち出していた2位指名の石井丈裕とともに入団を決めている。なお契約金と年俸はそれぞれ石井と同額の7,000万円、840万円（いずれも推定）となった。なお、背番号は同年で引退した東尾修の21を受け継いでいる。

### 西武時代
プロ1年目の1989年のキャンプは右ヒジ周辺の筋肉強化などのリハビリで始まり、楠城徹スカウトが専属コーチを務めた。3月中旬には捕手を座らせた状態で一日50球以上を投げられるまでに回復し、4月24日にはイースタン・リーグの対巨人戦で初登板している。さらに5月3日のロッテ戦では初先発で5回を1安打に抑え、5月26日に一軍に昇格すると初登板となる6月2日の対ダイエー戦で先発を任された。この試合はわずか1回1/3で7点を奪われ敗戦投手となったが、次の6月9日の対日本ハム戦では敗れはしたものの自責点1の内容で155球を投げて完投している。続く6月17日の対ダイエー戦で初勝利を完投で飾ると先発に定着し、同年は19試合の登板ながら規定投球回にも到達して10勝を挙げている。なお、新人王の選考では惜しくも酒井勉に敗れたが、契約更改では酒井と同額の年俸2,000万円となった。
2年目の1990年、開幕から先発ローテーションに入り、工藤公康と登板日を交換して前年優勝争いをした近鉄やオリックスとの試合に先発するなど、森祇晶監督から厚い信頼を受けていた。これに応えて5月11日の対ダイエー戦まで開幕5連勝（前年から通算9連勝）を記録し、オールスターゲームに初出場を果たしている。シーズン通算ではキャリアハイの13勝を挙げ、先発した同年の日本シリーズ第3戦は春の甲子園以来の桑田真澄との投げ合いとなり、史上8人目の初登板初完封で勝利した。なお同シリーズでは西武の選手がこぞって活躍し、渡辺は完封を記録しながら優秀選手賞に選ばれないという珍しいケースとなっている（同年の日本シリーズ第1戦で同じく完封勝利を達成した渡辺久は優秀選手賞に選ばれている）。また、後に渡辺自身はこの完封勝利を現役時代一番の思い出だと語っている。
1991年、5月22日までに全て完投で5勝を挙げるなど順調なスタートを切ったが、7月16日の対近鉄戦で右手中指のマメが潰れ、登録を抹消されるとともに同年のオールスターゲーム出場を辞退することになった最終的には新人から3年連続となる二桁勝利を挙げ、さらに初のタイトルとなる最優秀防御率を獲得した。同年の日本シリーズでは第4戦に先発したが、2回0/3を投げて5安打2四球、2失点の内容で敗戦投手となっている。オフには1,920万円増の年俸6,120万円で契約を更改した。
1992年は前半戦で7勝を挙げて最多勝利も期待されたが、シーズン後半からストライクが全く入らない状態に陥ってしまった。さらに右ひじ痛が発覚し、後半戦は未勝利に終わった。同年の日本シリーズでも第4戦に先発したが、2安打3四球の内容で前年と同じく3回途中での降板となっている。同年は初のダウンとなる年俸5,400万円（推定）で契約を更改した。
コントロールの悪化は腰痛をかばってフォームが崩れた事が原因と考え、1993年はキャンプから修正を繰り返したが状態は改善せず、イースタン・リーグでも四球でランナーをためて打たれ、プロ入り初の一軍での登板は無しでシーズンを終えた。投球ノイローゼのような状態だったとも言われる。オフに佐々木誠、村田勝喜、橋本武広3選手との大型交換トレードで秋山幸二、内山智之両選手とともにダイエーに移籍した。このトレードにともない、年俸は200万円増の5,600万円となっている。

### ダイエー時代
1994年、移籍1年目の5月5日の対ロッテ戦で1年11ヶ月振りの勝利を無四球完封で飾り復活の兆しを見せたものの、投球のムラが激しく負けが先行、8月3日の対近鉄戦で右足首を痛めて以降はチームの好調もあり登板がなかった。同年の契約更改では現状維持となっている。
1995年、右足首の状態からキャンプでの調整が遅れ、初登板となった4月14日の対近鉄戦で7回途中まで3安打無失点に抑えるも、その後は成績が低迷一軍登板ではプロ入り初の0勝に終わる。
1996年、キャンプ中に腰を痛めて2軍での調整が続き、7月には再起をかけて自らサイドスローへの転向を決めた。しかしシーズン初登板となった8月13日の対日本ハム戦で先発すると8安打5失点で3回途中での降板となり、続く8月17日の対オリックス戦は中継ぎで1回2/3を投げ2失点と投球内容は改善せず、同年の一軍登板はこの2試合だけとなった。翌年には一軍ではプロ入り初の先発登板無しに終わる。

### 西武復帰
1997年オフに金銭トレードで西武に復帰したが一軍登板のないまま、1998年限りで現役を引退。西武のスカウトに転身。

### 引退後
2009年8月22日のロッテ戦にはライオンズ・クラシックの一環として復刻ユニフォームを着て打席に清原和博を迎えて投手を務め始球式を行った。また、2011年5月31日のセ・パ交流戦での巨人戦では試合前に「OB一打席対決」として打席に篠塚和典を迎えて始球式を行った。
2025年1月1日付でスカウトからファーム投手コーチに就任。背番号は98。

## 選手としての特徴
身長178cmとプロの投手として大柄ではなかったが、高校時代からキレの良い速球を持ち味とし、社会人時代は常時140km/h台後半の速球とスライダーで多くの三振を奪っていた。プロ入り後は更に球威が増し、150km/hを超える速球と落差の大きいカーブ、鋭いスライダーで1年目から活躍している。プロでは走者がいない時や下位打線を相手とする場面で力をセーブし、メリハリをつけながら130プラスマイナス10球の球数で完投する事を心がけていた。
新人時代は渡辺久信や村田兆治を目標の選手に挙げ、本格派として長く活躍する事を目指していた。高校時代から続く腰痛には気功療法を行っていたが、1992年に起きた投球イップスの影響により身体のバランスを失い、以降右ひじ痛や右肩痛、足首故障など度重なる故障により、プロでの活躍期間は短かった。
また、高校時代は眼鏡を付けて投球していたが、社会人時代からコンタクトレンズを付けて投球するようになり、眼鏡を付けずに投球するようになった（日常生活では眼鏡着用)。しかし、プロ入り後にたびたび乱視が起こり、制球が定まらなくなって自滅するケースもあった。

## 評価など
1990年のオールスターゲームで対戦した阪神の岡田彰布は、同年それぞれ新人王を獲得した与田剛や野茂英雄よりも、渡辺の方が速球の力が上だったと評している。また、清原和博は甲子園での対戦を後に振り返り、「力で抑えられたのはあの時だけ」と語っている。また2019年に片岡篤史のYouTubeチャンネルに登場した際には「(清原にしては珍しい見逃し三振は)全く手が出なかった」「(高校時代の)球筋は藤川球児に似てる」「ここ(バッター近辺を差し)からが凄い感じ」などと解説している。
中日のチーフスコアラーだった江崎照雄は、「球の出し入れの駆け引きには天才的なものがある」と渡辺の投球術を評価している。しかし、下位打線に対して力を抜く投球は江川卓のようだと言われ、森祇晶監督に苦言を呈される事もしばしばあった。

## 詳細情報

### 年度別投手成績
| 年 度     | 球 団     | 登 板 | 先 発 | 完 投 | 完 封 | 無 四 球 | 勝 利 | 敗 戦 | セ 丨 ブ | ホ 丨 ル ド | 勝 率 | 打 者 | 投 球 回 | 被 安 打 | 被 本 塁 打 | 与 四 球 | 敬 遠 | 与 死 球 | 奪 三 振 | 暴 投 | ボ 丨 ク | 失 点 | 自 責 点 | 防 御 率 | W H I P |
| --------- | --------- | ----- | ----- | ----- | ----- | -------- | ----- | ----- | -------- | ----------- | ----- | ----- | -------- | -------- | ----------- | -------- | ----- | -------- | -------- | ----- | -------- | ----- | -------- | -------- | ------- |
| 1989      | 西武      | 19    | 17    | 7     | 1     | 1        | 10    | 7     | 0        | --          | .588  | 568   | 138.0    | 129      | 12          | 41       | 3     | 2        | 101      | 2     | 0        | 55    | 54       | 3.52     | 1.23    |
| 1990      | 西武      | 24    | 22    | 12    | 0     | 1        | 13    | 7     | 1        | --          | .650  | 724   | 176.0    | 156      | 21          | 52       | 3     | 4        | 130      | 4     | 0        | 74    | 66       | 3.38     | 1.18    |
| 1991      | 西武      | 22    | 20    | 11    | 3     | 2        | 11    | 6     | 1        | --          | .647  | 638   | 157.0    | 117      | 11          | 60       | 5     | 6        | 119      | 3     | 0        | 46    | 41       | 2.35     | 1.13    |
| 1992      | 西武      | 20    | 15    | 1     | 0     | 0        | 7     | 5     | 0        | --          | .583  | 397   | 85.0     | 81       | 8           | 61       | 2     | 8        | 58       | 5     | 0        | 54    | 46       | 4.87     | 1.67    |
| 1994      | ダイエー  | 16    | 16    | 3     | 2     | 3        | 4     | 9     | 0        | --          | .308  | 393   | 93.2     | 84       | 6           | 40       | 0     | 5        | 47       | 5     | 0        | 49    | 44       | 4.23     | 1.32    |
| 1995      | ダイエー  | 14    | 12    | 1     | 0     | 0        | 0     | 5     | 0        | --          | .000  | 316   | 69.1     | 75       | 8           | 29       | 1     | 5        | 42       | 2     | 1        | 44    | 40       | 5.19     | 1.50    |
| 1996      | ダイエー  | 2     | 1     | 0     | 0     | 0        | 0     | 1     | 0        | --          | .000  | 27    | 4.1      | 12       | 1           | 3        | 0     | 0        | 4        | 0     | 0        | 7     | 7        | 14.54    | 3.46    |
| 1997      | ダイエー  | 6     | 0     | 0     | 0     | 0        | 0     | 0     | 0        | --          | ----  | 17    | 2.1      | 6        | 0           | 5        | 0     | 0        | 1        | 3     | 0        | 3     | 3        | 11.57    | 4.71    |
| 通算：8年 | 通算：8年 | 123   | 103   | 35    | 6     | 7        | 45    | 40    | 2        | --          | .529  | 3080  | 725.2    | 660      | 67          | 291      | 14    | 30       | 502      | 24    | 1        | 332   | 301      | 3.73     | 1.31    |

- 各年度の太字はリーグ最高

### タイトル
- 最優秀防御率：1回（1991年）

### 記録
初記録
- 初登板・初先発登板：1989年6月2日、対福岡ダイエーホークス8回戦（西武ライオンズ球場）、1回1/3を7失点で敗戦投手
- 初完投：1989年6月9日、対日本ハムファイターズ8回戦（東京ドーム）、8回2失点で敗戦投手
- 初勝利・初先発勝利・初完投勝利：1989年6月17日、対福岡ダイエーホークス11回戦（西武ライオンズ球場）、9回2失点
- 初完封勝利：1989年9月27日、対近鉄バファローズ22回戦（藤井寺球場）
- 初セーブ：1990年10月11日、対近鉄バファローズ26回戦（西武ライオンズ球場）、6回表に2番手で救援登板・完了、4回無失点

その他の記録
- オールスターゲーム出場：1回（1990年） ※1991年も選出されるも出場辞退[30]

### 背番号
- 21（1989年 - 1993年）
- 18（1994年 - 1997年）
- 39（1998年）
- 98（2025年 - ）